# (38372) 1999 RK168
1999 RK168 (asteroide 38372) é um asteroide da cintura principal. Possui uma excentricidade de 0.17257870 e uma inclinação de 4.54949º.
Este asteroide foi descoberto no dia 9 de setembro de 1999 por LINEAR em Socorro.